# Bagno di sangue di Stoccolma

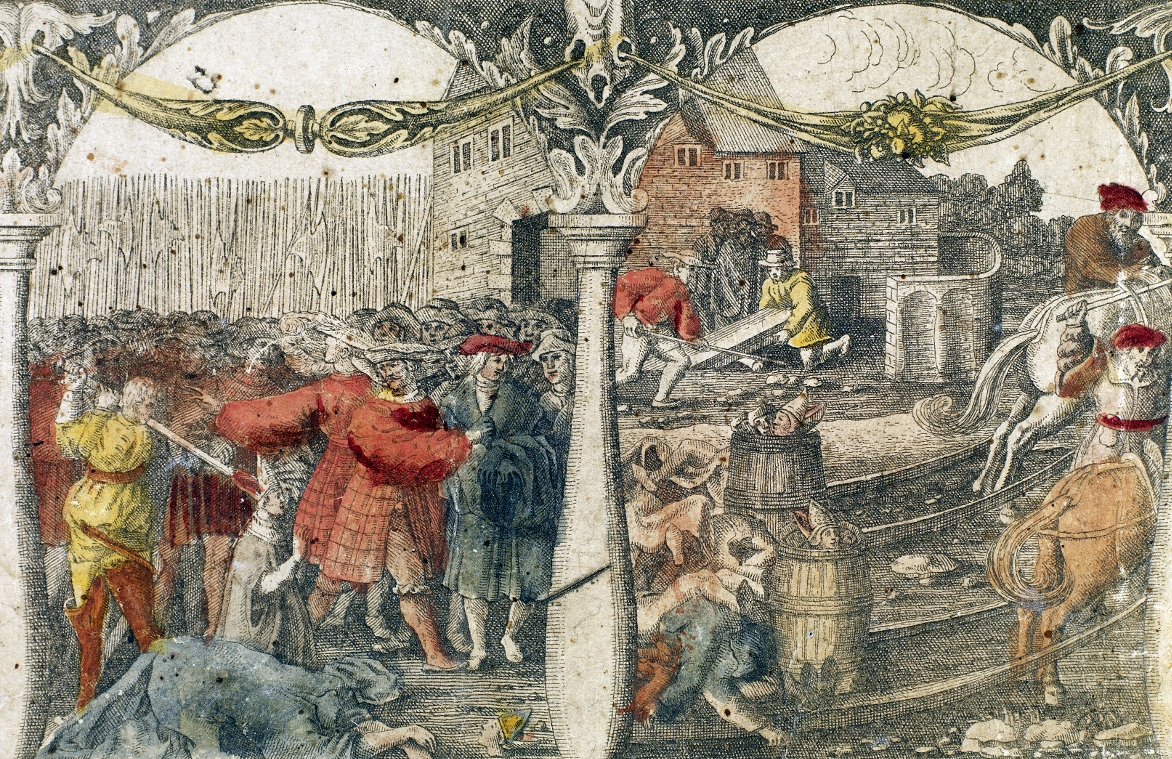
Bagno di sangue di Stoccolma

Il bagno di sangue di Stoccolma, conosciuto anche come il massacro di Stoccolma (in svedese: Stockholms blodbad; in danese: Det Stockholmske Blodbad), è uno dei fatti culminanti dell'occupazione danese della Svezia. Il massacro è il nome dato ad una serie di fatti accaduti tra il 7 ed il 10 novembre del 1520 da parte delle truppe danesi sotto il comando di Cristiano II.
L'episodio culminante è datato 8 novembre quando circa 100 persone, per la maggior parte nobili e religiosi facenti parte della fazione di Sture, furono giustiziati sebbene il re danese ne avesse promesso l'amnistia.
Con il massacro di Stoccolma e la conseguente insurrezione svedese prendono distanza le due nazioni danese e svedese mettendo fine alla partecipazione svedese all'Unione di Kalmar.

## Correnti politiche in Svezia

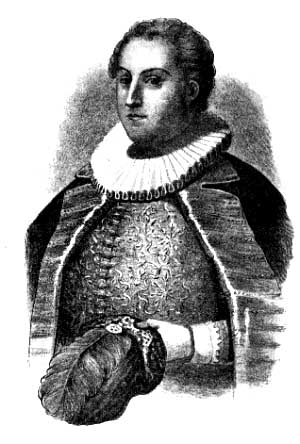
Sten Sture il Giovane

Il massacro di Stoccolma fu la conseguenza di un conflitto tra due fazioni politiche i pro-unione, in favore dell'unione di Kalmar anche se dominati dalla Danimarca, e gli anti-unione, che volevano una Svezia indipendente che potesse commerciare senza vincoli nel Baltico, in altre parole il conflitto era tra una parte dell'aristocrazia svedese e chi appoggiava la politica del re Cristiano II. I leader delle due fazioni erano per gli anti-unione Sten Sture il giovane e per i pro-unione l'arcivescovo Gustav Trolle.

## Intervento militare di Cristiano II

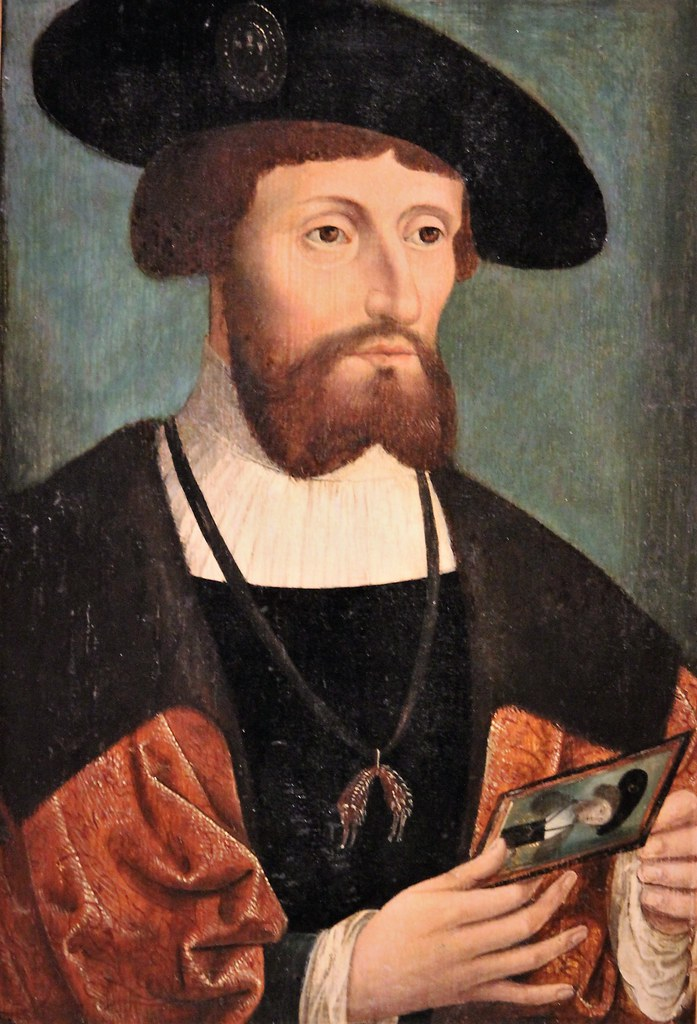
Cristiano II

Il re danese aveva già isolato politicamente la Svezia, ed intervenne in aiuto dell'arcivescovo Trolle che si trovava sotto assedio nella sua fortezza di Stäket ma attaccato dalle truppe di Sture a Vedila fu costretto a tornarsene in Danimarca. Ci fu un secondo tentativo, bloccato anche questo a Brännkyka nel 1518, e un terzo che andò a buon fine nel 1520 con l'aiuto di mercenari francesi, tedeschi e scozzesi.
Sture fu ferito mortalmente il 19 gennaio durante la battaglia di Bogesund. L'esercito danese rimasto senza oppositori si diresse verso Uppsala dove era riunito il Riksdag (il senato svedese). I senatori decisero di rendere omaggio a Cristiano II, a condizione che egli desse come garanzia la piena indennità per i trascorsi passati e che la Svezia avrebbe continuato ad essere regolata dalle leggi svedesi. Il re accordò queste richieste in un documento datato 31 marzo.
Christina Gyllenstierna, vedova di Sture, che stava ancora resistendo a Stoccolma con appoggi da tutta la Svezia centrale, sconfisse le truppe danesi a Balundsås il 19 marzo ma fu battuta nella battaglia di Uppsala il Venerdì santo (6 aprile).
In maggio la flotta danese arrivò a Stoccolma attaccando così la città sia da terra che da mare. La resistenza di Cristina durò per ben 4 mesi ma dovette arrendersi il 7 settembre con la garanzia di ricevere un'amnistia. Il primo di novembre i rappresentanti della nazione conferirono al re Cristiano II il diritto di ereditarietà della corona svedese che fino a quel momento era stata elettiva.

## Il massacro
Il 4 novembre, Cristiano II venne consacrato da Gustavus Trolle nella chiesa Storkyrkan di Stoccolma e pronunciò l'impegno solenne di reggere la Svezia avvalendosi solamente di funzionari svedesi, successivamente si tenne un banchetto che durò 3 giorni.
Il 7 novembre iniziarono i fatti che porteranno al bagno di sangue. Nella serata di quel giorno vennero chiamati da Cristiano II molti leader svedesi per una riunione improvvisa a palazzo.
Al crepuscolo dell'8 novembre soldati danesi, con lanterne e torce, irruppero nel salone e portarono via alcune persone. Più tardi, in serata, il resto degli ospiti del sovrano fu incarcerato. Tutte queste persone figuravano in una lista redatta dall'arcivescovo Trolle, una vera e propria lista di proscrizione.
Il giorno seguente (9 novembre), un'assemblea capeggiata dall'arcivescovo sentenziò la condanna a morte con l'accusa di eresia. Alla mezzanotte i vescovi anti-unionisti di Skara e Strängnäs furono decapitati nella piazza principale. Quattordici nobili, tre borgomastri, quattordici consiglieri cittadini ed almeno altri venti comuni cittadini di Stoccolma furono annegati o decapitati. Le esecuzioni proseguirono per tutto il giorno seguente (10 novembre) per un totale di 82 persone.
Si dice persino che il sovrano si sarebbe preso la rivincita anche sul corpo di Sture, avendolo fatto riesumare e bruciare. La vedova di Sture e altre nobildonne svedesi furono inviate in Danimarca come prigioniere.
La giustificazione che Cristiano II diede al popolo svedese fu dichiarare che, onde evitare una interdizione papale, era stato costretto a fare ciò che aveva fatto, anche se quando chiese al Papa il perdono per la decapitazione dei vescovi disse che l'evento era accaduto a causa dell'impulsività delle sue truppe in quel momento.

## Pubblicazioni
Il bagno di sangue di Stoccolma è il tema della novella storica del 1948 dell'autore finlandese Mika Waltari con il titolo Mikael Karvajalka, che racconta appunto i fatti dagli occhi di un giovane finlandese che si trova a Stoccolma in quei momenti. Viene descritto anche nella novella del 1901 Kongens Fald (la caduta del re) di Johannes V. Jensen e votata come novella del XX secolo dai lettori danesi del maggior periodico di cultura.